# Pieve di Santa Maria Assunta (Fornovo di Taro)
La pieve di Santa Maria Assunta, nota anche come pieve di Fornovo, è un luogo di culto cattolico dalle forme romaniche situato in piazza IV Novembre a Fornovo di Taro, in provincia e diocesi di Parma; appartiene al gruppo delle pievi parmensi ed è sede di una parrocchia compresa nella zona pastorale della Pedemontana.

## Storia
L'originario luogo di culto fu innalzato in epoca longobarda, probabilmente nel IX secolo: risale all'854 la prima testimonianza della sua esistenza.
Intorno agli inizi dell'XI secolo, la crescente importanza del luogo, posto lungo la Via Francigena, comportò la completa ricostruzione dell'edificio, che fu innalzato su un impianto a tre navate e altrettante absidi.
Nel XII secolo fu costruito in aggetto alla facciata a salienti un ampio esonartece di due campate e tre navate, per garantire un riparo ai numerosi pellegrini che frequentavano il tempio. I capitelli ed altre sculture risalgono alla fine del XII secolo-inizi del XIII secolo, così come il monumentale ambone in pietra, ricco di sculture e bassorilievi raffiguranti la Storia di Santa Margherita.
Agli inizi del XIII secolo fu innalzato un nuovo prospetto a capanna, inglobando il porticato all'interno dell'edificio.
Tra il 1301 e il 1375 fu innalzata la torre campanaria sul retro; nello stesso periodo fu edificata una cappella laterale in aggetto, cui ne fu affiancata un'altra nel XVI secolo.
Nel 1578, in ottemperanza ai dettami del concilio di Trento, l'ambone fu smembrato, conservando soltanto parte delle sue sculture, riutilizzate quali elementi decorativi nel tempio e nella non lontana chiesa di Santa Maria Assunta di Bardone; sorte peggiore toccò al sottostante altare coevo, dedicato a santa Margherita di Antiochia, che fu distrutto; alla santa fu intitolato un altro altare all'interno del luogo di culto.
Tra il 1712 e il 1745 la pieve fu modificata internamente secondo i gusti barocchi: le capriate lignee furono sostituite con una serie di volte, le pareti furono intonacate e furono aggiunte altre due cappelle laterali.
Fra il 1927 e il 1942 furono intrapresi complessi lavori di ristrutturazione, volti a riportare alla luce l'originario aspetto romanico della chiesa; furono rimosse le volte di copertura e parti degli intonaci, mentre fu profondamente restaurata la facciata, con l'incastonatura di alcune sculture medievali, in parte provenienti dall'antico ambone.
Nel 1970 furono eseguiti alcuni interventi di sistemazione del presbiterio, con lo spostamento dell'altare maggiore barocco nella cappella del Santissimo e il trasferimento sulla fronte del nuovo altare del bassorilievo raffigurante il Martirio di Santa Margherita, precedentemente murato nel nartece; durante i lavori fu rinvenuta un'antica croce-reliquiario pettorale in bronzo, risalente al X o all'XI secolo.

## Descrizione

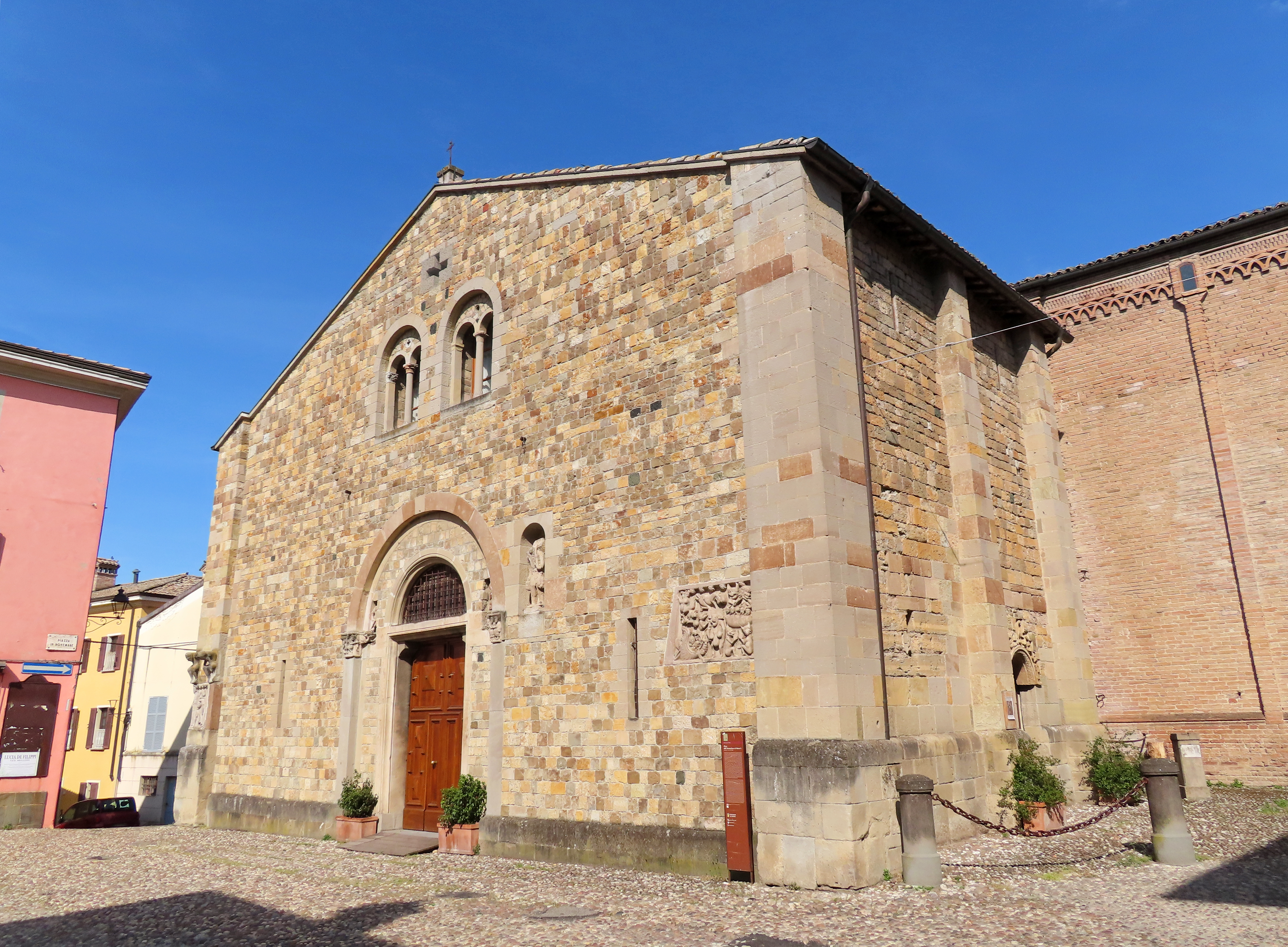
Facciata e lato sud

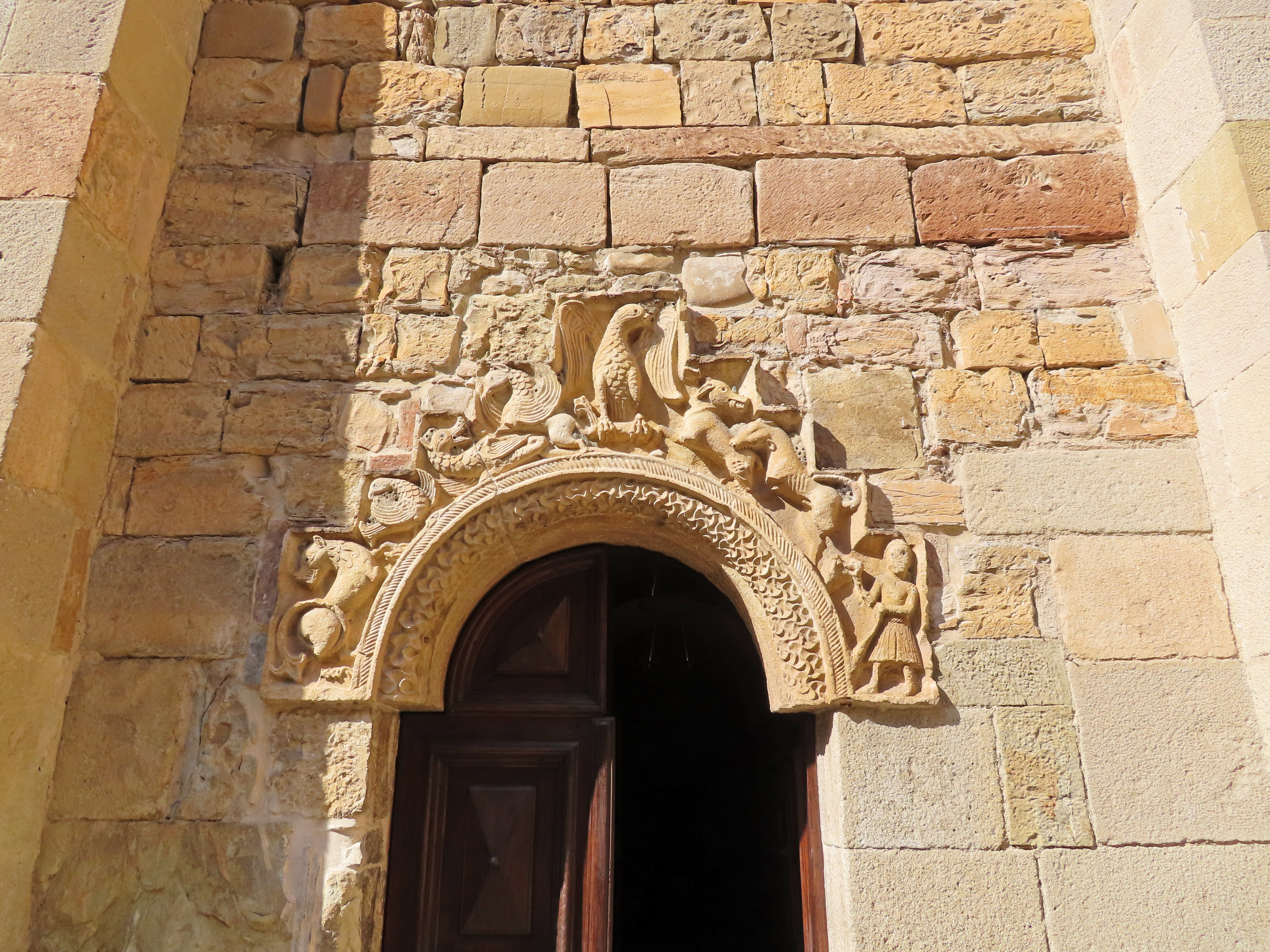
Archivolto sul portale d'ingresso laterale destro

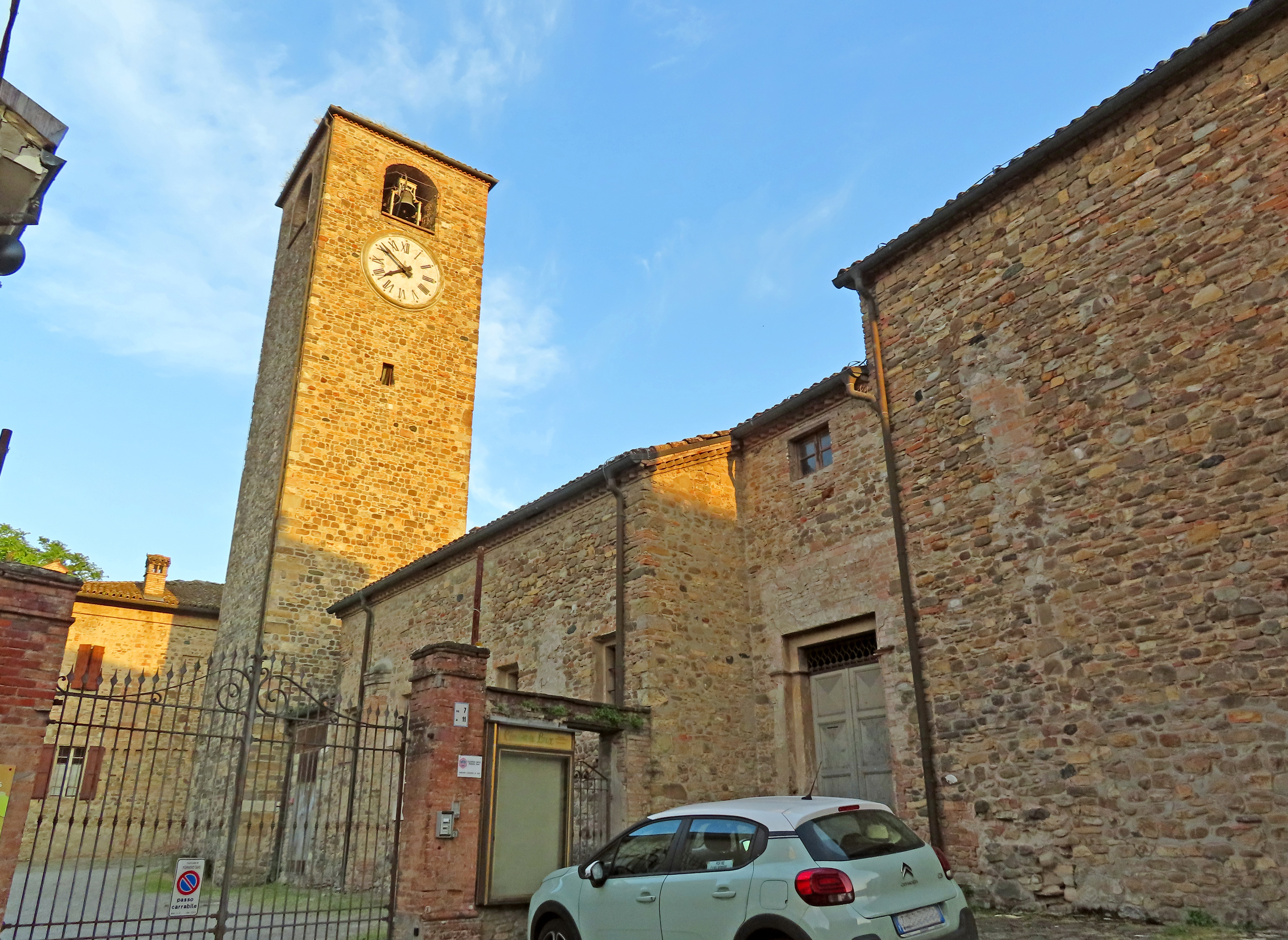
Lato nord e campanile

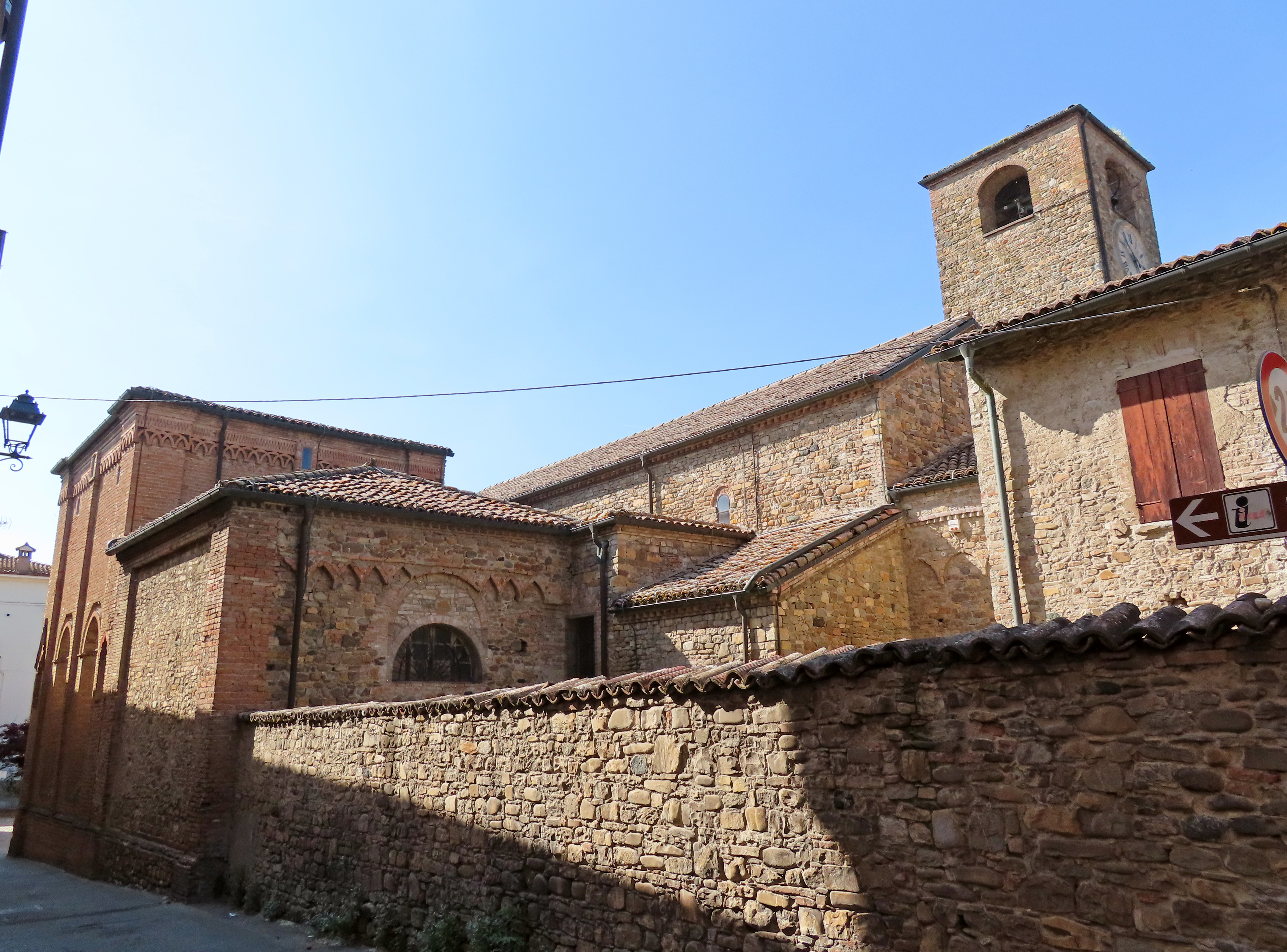
Abside e lato sud

La pieve si sviluppa su un impianto a tre navate precedute da nartece, con ingresso a ovest e presbiterio absidato a est.
La facciata a capanna, interamente rivestita in blocchi squadrati di pietra, è caratterizzata dal portale d'ingresso centrale, delimitato da cornice e inquadrato all'interno di un'ampia arcata a tutto sesto, risalente all'esonartece duecentesco; al di sopra dei piedritti sono incastonati due capitelli romanici, decorati con rappresentazioni umane e zoomorfe; altre sculture sono poste internamente in corrispondenza dell'imposta dell'arco. Sulla destra della volta, una nicchia racchiude la statua acefala di un Pellegrino, con le chiavi di san Pietro appese in cintura e una cesta sulle spalle. Superiormente si aprono simmetricamente due eleganti bifore con colonnine centrali, inquadrate da arcate a tutto sesto in pietra. Sulla destra della facciata è incastonata una lastra proveniente dall'ambone duecentesco, raffigurante un'ampia e dettagliata Scena dell'Inferno, con i dannati sottoposti alle terribili punizioni dei sette vizi capitali. Alle estremità si innalzano due larghe lesene; quella di sinistra è decorata con un altro bassorilievo, forse proveniente dal pulpito smembrato; esso rappresenta una Scena di lotta, affiancata da due figure umane in preghiera; al di sopra aggettano due telamoni, anch'essi duecenteschi.
Sul fianco destro è collocato tra due contrafforti un ingresso laterale ad arco a tutto sesto, sormontato da un pregevole archivolto romanico riccamente decorato con bassorilievi, raffiguranti animali in fuga, un uomo e, in chiave di volta, un'aquila. Accanto aggettano due cappelle, di cui la prima, rivestita in laterizio a differenza del resto dell'edificio, in stile gotico, con due alte monofore ad arco ogivale.
Sul fianco sinistro si apre un altro ingresso laterale ad arco a tutto sesto, delimitato da una cornice in conci di pietra. Più avanti, oltre le cappelle si innalza il campanile trecentesco, con le quattro aperture ad arco a tutto sesto della cella campanaria.
Sul retro è ancora visibile, seppur parzialmente inglobata dagli edifici adiacenti, l'abside centrale, delle tre innalzate originariamente.

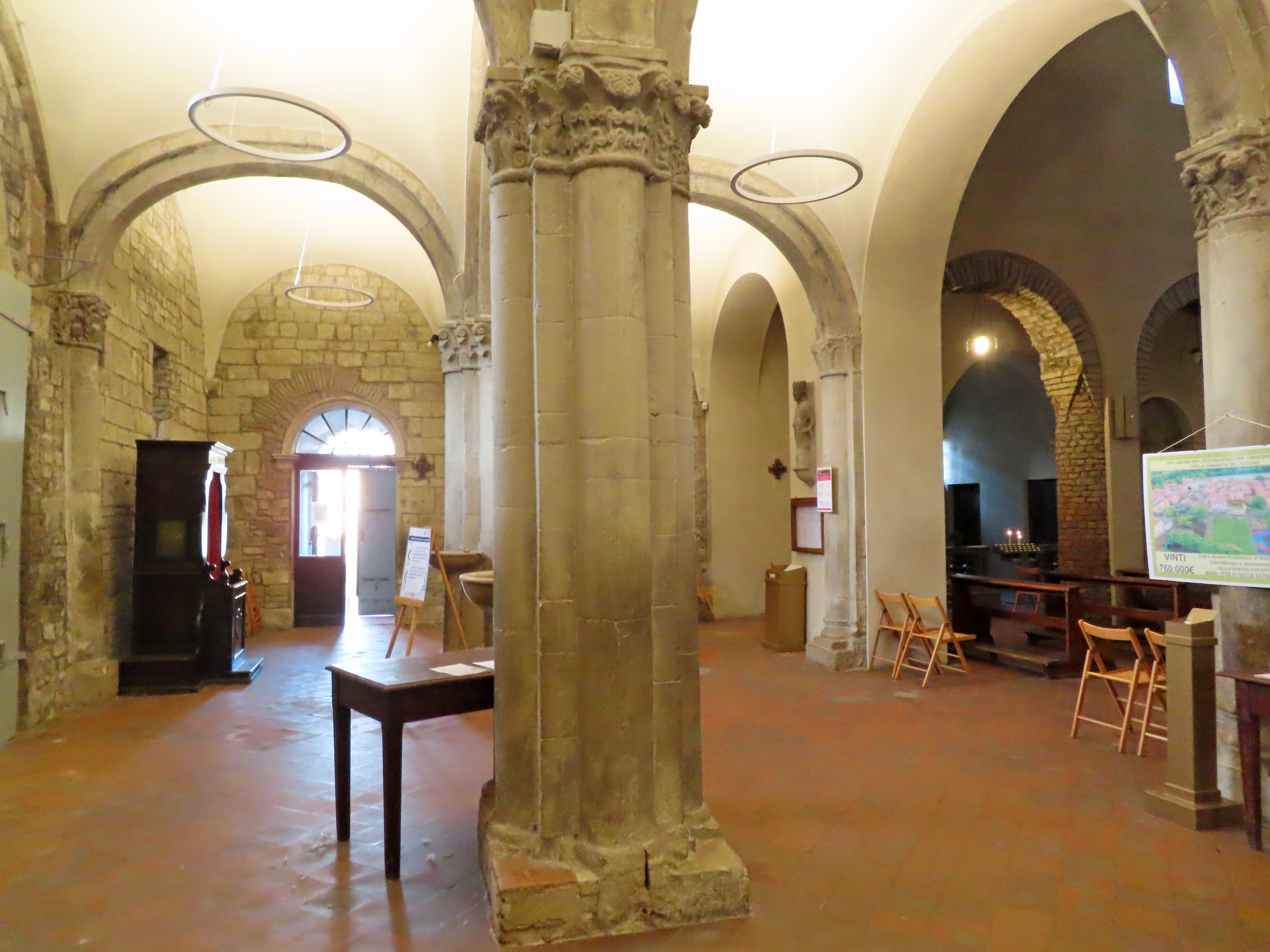
Nartece

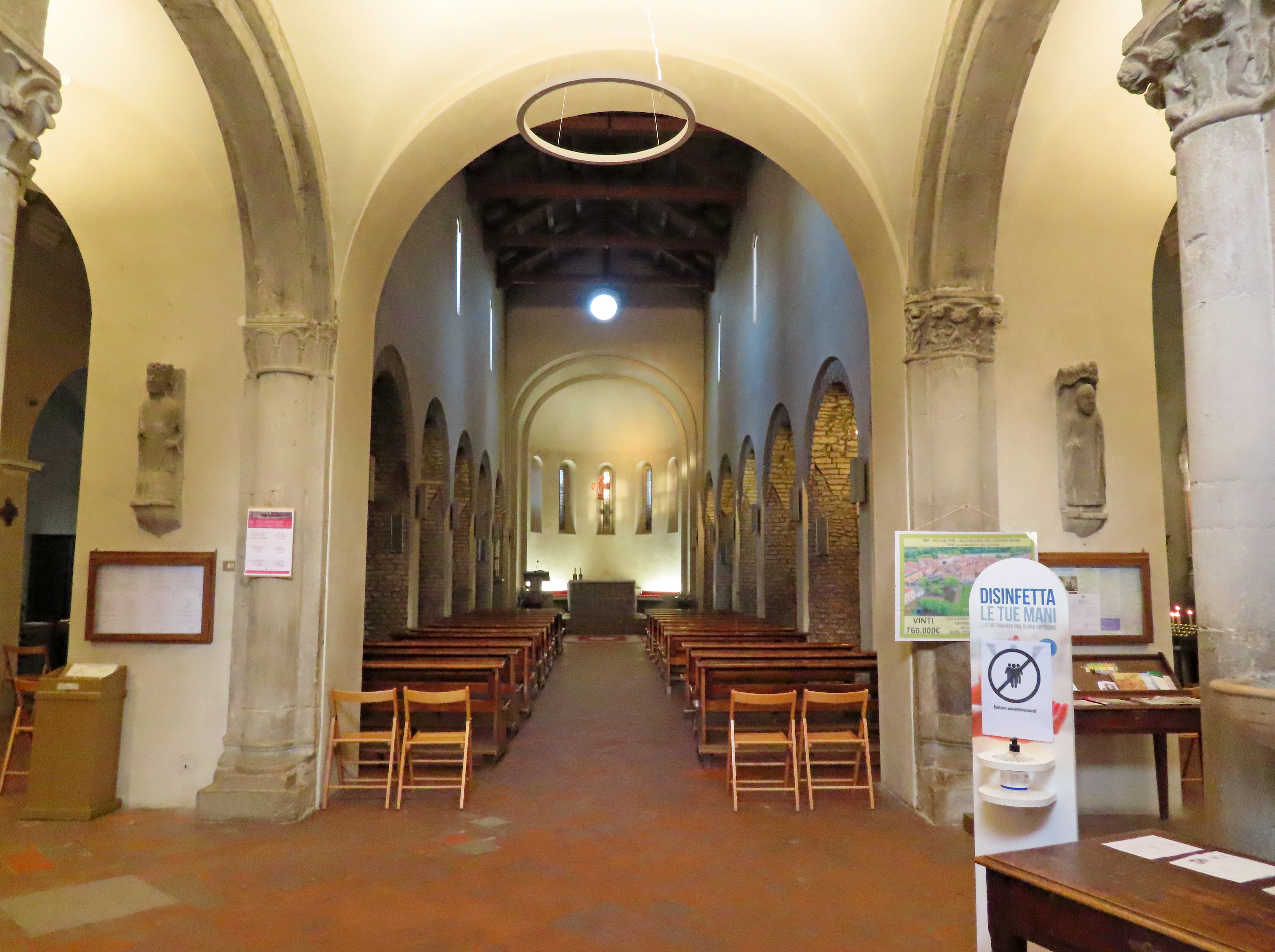
Navata centrale

All'interno il nartece funge da atrio d'accesso alle tre navate; sviluppato su due campate per complessive sei volte a crociera intonacate, l'antico portico dell'XI secolo conserva gli originari pilastri polistili in pietra, coronati da capitelli decorati con bassorilievi, rappresentanti i Simboli degli Evangelisti, la Tentazione di Adamo ed Eva e altre scene e figure umane e zoomorfe. Sulla parete di divisione con le navate, corrispondente all'antica facciata innalzata nell'XI secolo, sono inoltre murate le statue romaniche di un vescovo e un re.

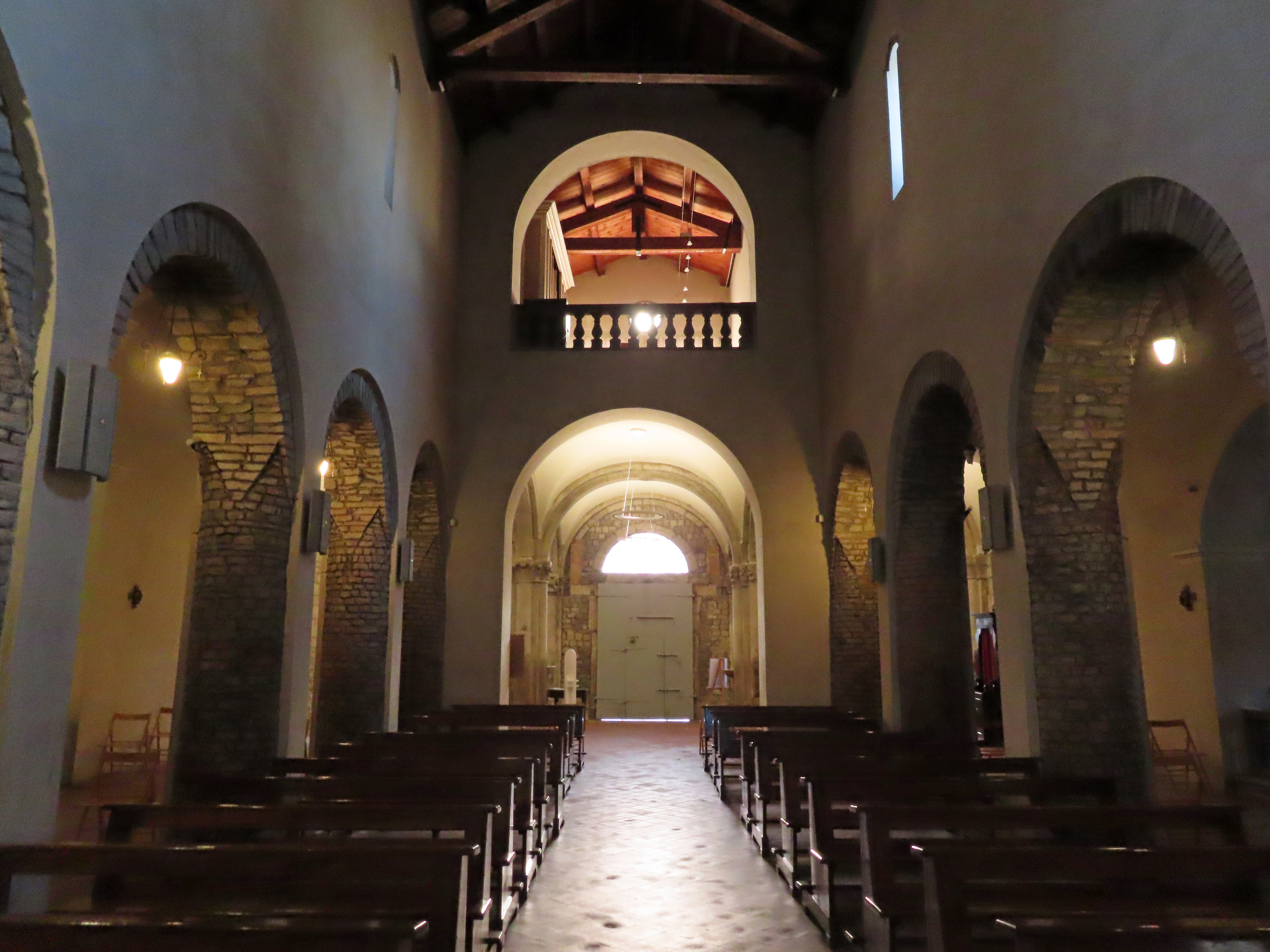
Controfacciata

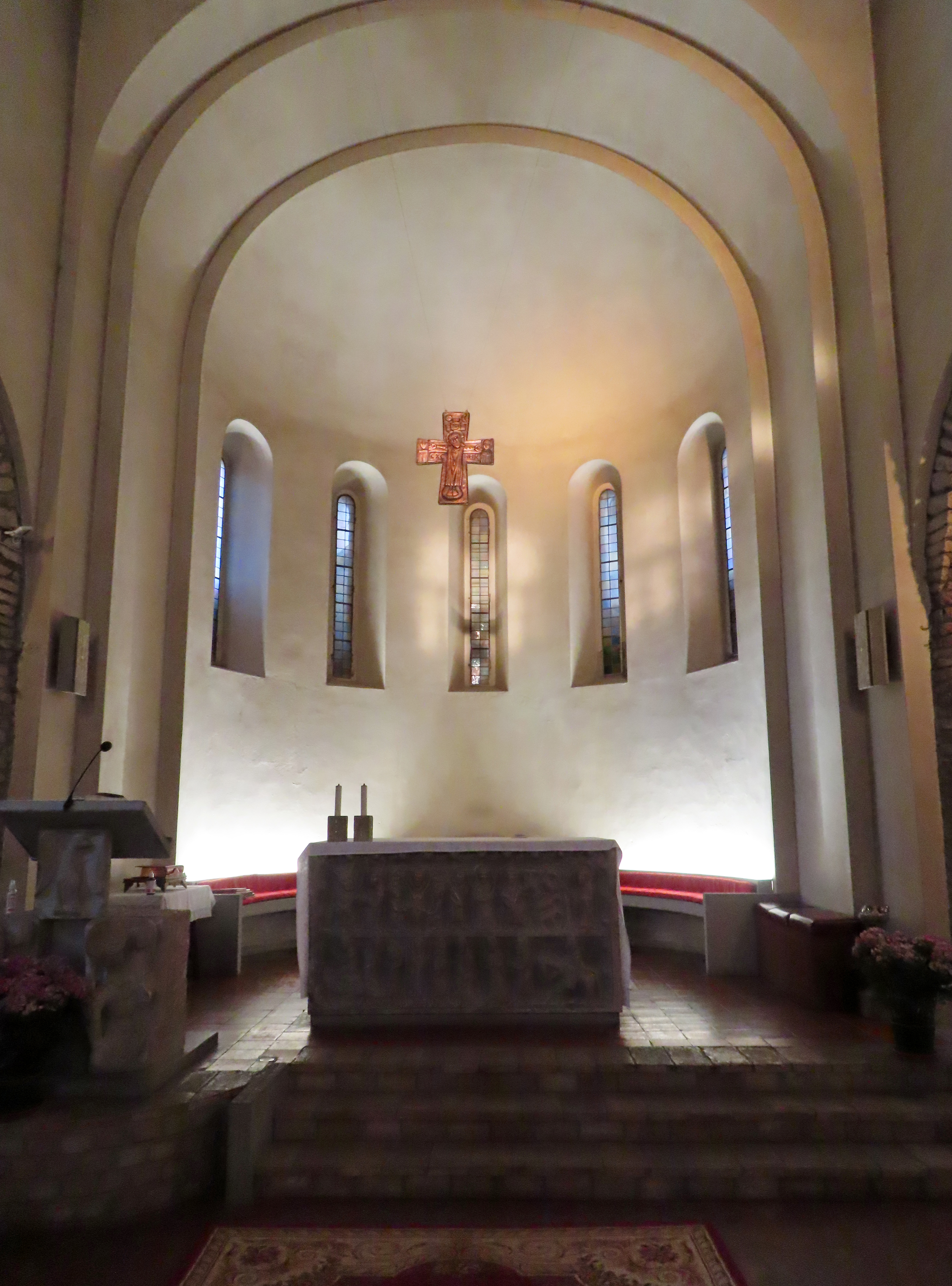
Presbiterio

La navata centrale, coperta da un soffitto a capriate lignee, è divisa dalle laterali attraverso una serie di arcate a tutto sesto sostenute da massicci pilastri polistili, risalenti alla ristrutturazione novecentesca; superiormente si aprono sei strette monofore, tre per lato, risalenti all'XI secolo.
Il presbiterio, illuminato da una serie di monofore poste ai lati dell'abside intonacato, conserva come paliotto d'altare una pregevole lastra raffigurante il Martirio di Santa Margherita, proveniente dall'ambone duecentesco; i bassorilievi raffigurano in otto scene il martirio della donna, a partire dall'angolo in alto a destra; la prima immagine rappresenta Margherita mentre pascola le sue pecore, seguita dall'arrivo degli ambasciatori del governatore Olibrio o Oliario, invaghito di lei ma respinto a causa della cristianità della donna; nella terza Margherita, sottoposta a giudizio, continua a professare la propria fede, mentre nella quarta è mostrata in carcere; le due scene seguenti mostrano il supplizio della donna, fustigata e straziata con pettini di metallo; ancora viva, nella settima è raffigurata nuovamente in carcere, di fronte al diavolo incatenato, in quanto sconfitto da lei; nell'ultima immagine Margherita prega dopo aver squarciato il ventre del drago che l'aveva ingoiata.
La chiesa conserva inoltre una rara croce-reliquiario risalente al X o XI secolo, rinvenuta nel 1970 sotto all'altare all'interno di un mortaio in marmo riportante la scritta RELIQUI[A]E SAN[C]TAE FORTUNATAE V [IRGINIS] ET M[ARTIRIS] ET ALIORUM SS[ANCTORUM], ossia "Reliquie di santa Fortunata vergine e martire e di altri santi"; l'oggetto bronzeo, di fattura probabilmente anatolica, è decorato sulla faccia anteriore con la raffigurazione di Gesù Cristo e sul lato posteriore con quella di Maria orante con gli Evangelisti.

### Organo a canne
L'organo conservato oggi nella pieve fu fabbricato nel 1884 da Pacifico Inzoli.
Nel 1917 fu deciso lo spostamento dello strumento, che fu restaurato da Giuseppe Cavalli e collocato in un'ampia nicchia della cantoria presente in controfacciata; l'organo fu nuovamente sistemato da Enrico Cavalli nel 1941, con la trasformazione della trasmissione da meccanica a pneumatica.
In seguito lo strumento cadde in disuso, fino al restauro del 2005 da parte di Daniele Giani, che lo riportò alla conformazione originaria.
Costituito da 19 canne in lega di stagno, alcune delle quali risalenti al XVII e al XVIII secolo, lo strumento è oggi a trasmissione meccanica, con tastiera di 58 tasti e pedaliera di 18 pedali.